# WWE Draft (2016)
O WWE Draft (2016) foi o décimo draft produzido pela promoção de luta profissional WWE, que aconteceu em 19 de julho de 2016. Foi a primeira vez que a companhia produziu um draft de seu elenco desde 2011. Os empregados foram transferidos para uma das duas divisões, Raw e SmackDown.

## Antes dodraft
Em 2002, a World Wrestling Federation (WWF, hoje conhecida como WWE), dividiu seu elenco em dois. Um grupo participaria exclusivamente do Raw e outro, do SmackDown!. A partir de 2004, um draft anual passou a ser realizado, com membros de cada divisão podendo ser aleatoriamente (na história) transferidos para a outra divisão. Com a criação da ECW em 2006, membros do elenco poderiam ser também transferidos para ela.
Em 2011, o sistema de divisões foi encerrado, com membros do elenco podendo aparecer em qualquer uma das divisões.
Pela Variety em 25 de maio de 2016, a WWE anunciou que o SmackDown passaria a ser exibido ao vivo às terças-feiras na USA Network a partir de 19 de julho e que um draft ocorreria para recriar as divisões exclusivas. Por seu canal oficial no YouTube, a WWE divulgou um vídeo com Shane e Stephanie McMahon confirmando as informações e especulando quem comandaria o novo SmackDown. No episódio do Raw de 30 de maio de 2016, Shane e Stephanie confirmaram para o New Day que, com o draft, o elenco será divido para divisões exclusivas, mas que ainda não havia sido decidido como estas seleções seriam realizadas. Durante o Raw de 11 de junho, o presidente da WWE Vince McMahon nomeou Shane e Stephanie comissários, respectivamente, do SmackDown e do Raw, lhes informando que eles deveriam contratar Gerentes Gerais para as divisões.
A WWE anunciou as regras para as transferências: Raw teria a primeira seleção e receberia três seleções a cada duas do SmackDown, por conta do número de horas de cada programa, duplas e times contariam apenas como uma seleção ao menos que o seletor queira especificamente apenas um membro, e seis seleções aconteceriam pelo NXT.
No Raw da semana seguinte, Shane nomeou Daniel Bryan como Gerente Geral do SmackDown e Stephanie nomeou Mick Foley para o Raw.

## Seleção de lutadores

#### Seleções
| Seleção nº | Empregado (Nome real)                                                                                       | Transferido para | Escolha nº | Notas                                                          |
| ---------- | --- | ---------------- | ---------- | -------------------------------------------------------------- |
| 1          | Seth Rollins (Colby Lopez)                                                                                  | Raw              | 1          |                                                                |
| 2          | Dean Ambrose (Jonathan Good)                                                                                | SmackDown        | 1          | Campeão da WWE.                                                |
| 3          | Charlotte (Ashley Flair)                                                                                    | Raw              | 2          | Campeã Feminina.                                               |
| 4          | AJ Styles (Allen Jones)                                                                                     | SmackDown        | 2          |                                                                |
| 5          | Finn Bálor (Fergal Devitt)                                                                                  | Raw              | 3          | Transferido do NXT.                                            |
| 6          | Roman Reigns (Leati Anoaʻi)                                                                                 | Raw              | 4          |                                                                |
| 7          | John Cena (John Cena)                                                                                       | SmackDown        | 3          |                                                                |
| 8          | Brock Lesnar (Brock Edward Lesnar)                                                                          | Raw              | 5          |                                                                |
| 9          | Randy Orton (Randall Keith Orton)                                                                           | SmackDown        | 4          |                                                                |
| 10         | The New Day (Big E, Kofi Kingston e Xavier Woods) (Ettore Ewen, Kofi Nahaje Sarkodie-Mensah, Austin Watson) | Raw              | 6          | Campeões de duplas.                                            |
| 11         | Sami Zayn (Rami Sebei)                                                                                      | Raw              | 7          |                                                                |
| 12         | Bray Wyatt (Windham Rotunda)                                                                                | SmackDown        | 5          |                                                                |
| 13         | Sasha Banks (Mercedes Kaestner-Varnado)                                                                     | Raw              | 8          |                                                                |
| 14         | Becky Lynch (Rebecca Quin)                                                                                  | SmackDown        | 6          |                                                                |
| 15         | Chris Jericho (Christopher Irvine)                                                                          | Raw              | 9          |                                                                |
| 16         | Rusev (Miroslav Barnyashev)                                                                                 | Raw              | 10         | Campeão dos Estados Unidos Lana foi transferida junto com ele. |
| 17         | The Miz (Michael Mizanin)                                                                                   | SmackDown        | 7          | Campeão Intercontinental Maryse foi transferida junto com ele. |
| 18         | Kevin Owens (Kevin Steen)                                                                                   | Raw              | 11         |                                                                |
| 19         | Baron Corbin (Thomas Pestock)                                                                               | SmackDown        | 8          |                                                                |
| 20         | Enzo Amore e Big Cass (Eric Arndt e William Morrissey)                                                      | Raw              | 12         |                                                                |
| 21         | The Club (Luke Gallows e Karl Anderson) (Andrew Hankinson e Chad Allegra)                                   | Raw              | 13         |                                                                |
| 22         | American Alpha (Jason Jordan e Chad Gable) (Nathan Everhart e Charles Betts)                                | SmackDown        | 9          | Transferidos do NXT.                                           |
| 23         | Big Show (Paul Wight, Jr.)                                                                                  | Raw              | 14         |                                                                |
| 24         | Dolph Ziggler (Nicholas Nemet)                                                                              | SmackDown        | 10         |                                                                |
| 25         | Nia Jax (Savelina Fanene)                                                                                   | Raw              | 15         | Transferida do NXT.                                            |
| 26         | Neville (Benjamin Satterly)                                                                                 | Raw              | 16         |                                                                |
| 27         | Natalya (Natalie Neidhart)                                                                                  | SmackDown        | 11         |                                                                |
| 28         | Cesaro (Claudio Castagnoli)                                                                                 | Raw              | 17         |                                                                |
| 29         | Alberto Del Rio (José Alberto Rodríguez)                                                                    | SmackDown        | 12         |                                                                |
| 30         | Sheamus (Stephen Farrelly)                                                                                  | Raw              | 18         |                                                                |
| 31         | The Golden Truth (Goldust e R-Truth) (Dustin Runnels e Ronnie Killings)                                     | Raw              | 19         |                                                                |
| 32         | The Usos (Jey Uso e Jimmy Uso) (Joshua Fatu e Jonathan Fatu)                                                | SmackDown        | 13         |                                                                |
| 33         | Titus O'Neil (Thaddeus Bullard)                                                                             | Raw              | 20         |                                                                |
| 34         | Demon Kane (Glenn Jacobs)                                                                                   | SmackDown        | 14         |                                                                |
| 35         | Paige (Saraya-Jade Bevis)                                                                                   | Raw              | 21         |                                                                |
| 36         | Darren Young (Frederick Rosser)                                                                             | Raw              | 22         | Bob Backlund foi transferido junto com ele.                    |
| 37         | Kalisto (Emanuel Rodriguez)                                                                                 | SmackDown        | 15         |                                                                |
| 38         | Sin Cara (Jorge Arias)                                                                                      | Raw              | 23         |                                                                |
| 39         | Naomi (Trinity Fatu)                                                                                        | SmackDown        | 16         |                                                                |
| 40         | Jack Swagger (Donald Hager, Jr.)                                                                            | Raw              | 24         |                                                                |
| 41         | The Ascension (Konnor e Viktor) (Ryan Parmeter e Eric Thompson)                                             | SmackDown        | 17         |                                                                |
| 42         | The Dudley Boyz (Bubba Ray Dudley e D-Von Dudley) (Mark LoMonaco e Devon Hughes)                            | Raw              | 25         |                                                                |
| 43         | Zack Ryder (Matthew Cardona, Jr.)                                                                           | SmackDown        | 18         |                                                                |
| 44         | Summer Rae (Danielle Moinet)                                                                                | Raw              | 26         |                                                                |
| 45         | Apollo Crews (Sesugh Uhaa)                                                                                  | SmackDown        | 19         |                                                                |
| 46         | Mark Henry (Mark Henry)                                                                                     | Raw              | 27         |                                                                |
| 47         | Alexa Bliss (Alexis Kaufman)                                                                                | SmackDown        | 20         | Transferida do NXT.                                            |
| 48         | Braun Strowman (Adam Scherr)                                                                                | Raw              | 28         |                                                                |
| 49         | Breezango (Tyler Breeze e Fandango) (Mattias Clement e Curtis Hussey)                                       | SmackDown        | 21         |                                                                |
| 50         | Bo Dallas (Taylor Rotunda)                                                                                  | Raw              | 29         |                                                                |
| 51         | Eva Marie (Natalie Nelson)                                                                                  | SmackDown        | 22         |                                                                |
| 52         | The Shining Stars (Primo e Epico) (Edwin Colón e Orlando Colón)                                             | Raw              | 30         |                                                                |
| 53         | The Vaudevillains (Aiden English e Simon Gotch) (Matthew Rehwoldt e John Smith)                             | SmackDown        | 23         |                                                                |
| 54         | Alicia Fox (Victoria Crawford)                                                                              | Raw              | 31         |                                                                |
| 55         | Erick Rowan (Joseph Ruud)                                                                                   | SmackDown        | 24         |                                                                |
| 56         | Dana Brooke (Ashley Sebera)                                                                                 | Raw              | 32         |                                                                |
| 57         | Mojo Rawley (Dean Muhtadi)                                                                                  | SmackDown        | 25         | Transferido do NXT.                                            |
| 58         | Curtis Axel (Joseph Hennig)                                                                                 | Raw              | 33         |                                                                |
| 59         | Carmella (Leah Van Dale)                                                                                    | SmackDown        | 26         | Transferida do NXT.                                            |